# 小川清
小川清（1922年10月23日—1945年5月11日）是一位日本海軍飛行員，第二次世界大戰期間在日本帝國海軍任職少尉。他作為神風敢死隊的飛行員，最後一次出擊發生在1945年5月11日的沖繩戰役中。 22歲的小川清在菊水六號作戰期間，駕駛裝滿炸彈的三菱零式戰鬥機冒著美國的防空砲火飛行，並襲擊了美國海軍碉堡山號航空母艦。
1945年5月11日上午10時，碉堡山號正預備收回巡邏戰機，而飛行甲板則泊滿待命飛機。10時2分，兩架零式自殺戰機突然從低雲飛出，碉堡山號即時開火，但為時已晚。第一架零式由小川清的隊長安則盛三中尉駕駛，在碉堡山號右舷以低角度俯衝，並投下一枚250公斤穿甲彈。穿甲彈貫穿了後部升降台，再穿透飛行甲板的下層甲板及機庫甲板，最後在艦體左舷穿出，於艦體外近距爆炸；而零式則緊隨其後，先撞上後部升降台附近的飛行甲板，然後撞毀沿途所有飛機，最後滑出跑道墜海。

被小川清的零戰撞擊後的碉堡山號

僅在數十秒後，小川清的零式飛過碉堡山號正上方，開始以70度高角俯衝，直指艦島底部。碉堡山號與護航艦的防空炮雖多次擊中零式，但零式仍成功繼續俯衝，先投下一枚250公斤半穿甲彈。炸彈擊中左舷升降台的內緣（靠近甲板中軸線），炸開一個50呎大洞，更將飛行甲板的下層甲板掀起；炸彈及其他碎片則在艦島橫飛；零式緊接撞入艦島附近的飛行甲板，部分機體貫穿艦島地層的機師預備室，然後爆炸起火。其時第58特遣艦隊指揮官馬克·米契爾中將與參謀長阿利·伯克准將在艦島一樓艦橋後的控制室內，離小川清的撞擊處不足20呎。
由於停泊的飛機載滿燃油，爆炸瞬即在飛行甲板及機庫引發大火；右舷部分防空炮座及彈藥，在首架零式攻擊後爆炸；雷達全部失效；機師預備室的機師在撞擊後幾乎全部陣亡；艦島對外的所有無線電通訊中斷，要以口傳方式傳達消息，以使下層甲板一度誤傳碉堡山號正在沉沒。艦上水兵忙放救火之際，第三架零式在10時27分攻擊碉堡山號，直指艦橋控制室，但及時被防空炮擊落，機體飛越甲板墮海。近400名美國水手與小川清一起死亡，碉堡山號直到二戰結束也無法重返戰場。由於扔下炸彈後他的機體從破口衝入碉堡山號的底艙，沉入海水中所以並沒有被大火燒盡，他的錶與照片、文件等遺物後來被美軍的救援隊找到，並於2001年由在美日僑牽線下，歸還給日本的親人。